# Ulrike Hofbauer
Ulrike Hofbauer – niemiecka śpiewaczka (sopran), profesor śpiewu w Mozarteum w Salzburgu.

## Życiorys
Ulrike Hofbauer studiowała śpiew solowy oraz pedagogikę wokalną w Hochschule für Musik w Würzburgu, Universität Mozarteum w Salzburgu, a następnie w Scholi Cantorum Basiliensis. Jej głównymi nauczycielami byli Sabine Schütz, Evelyn Tubb i Anthony Rooley. 
Jako solistka występowała z zespołami: Singer Pur, Collegium Vocale Gent, L’Arpeggiata, La Chapelle Rhénane, L’Orfeo Barockorchester, Cantus Cölln. Współpracowała z wieloma znanymi muzykami takimi jak Hans-Christoph Rademann, Christina Pluhar, Andrea Marcon, Gustav Leonhardt, Konrad Junghänel, Philippe Herreweghe, Michi Gaigg, Manfred Cordes czy Jörg-Andreas Bötticher. Jej wszechstronność w zakresie repertuaru została udokumentowana wieloma wydanymi płytami. Śpiewała na deskach teatrów operowych w Bernie i Bazylei. W swojej karierze kreowała główne role w dziełach scenicznych Händla, Monteverdiego, Glucka, Purcella i Telemanna. 
Wraz ze swoim zespołem barokowym "savādi" uczestniczyła i wygrywała liczne festiwale muzyki dawnej. Repertuar Ulrike Hofbauer obejmuje jednak wszystkie okresy i style muzyczne: muzykę średniowiecza i renesansu, barokowe kantaty, oratoria i opery, a także niekonwencjonalny teatr muzyczny. Jej praca koncentruje się na retoryce muzycznej, ornamentacji i stylu "recitar cantando".

## Dyskografia CD (Wybór)
- Dialoghi a voce sola: Blickwinkel/perspektives Italienische Musik des 17. Jahrhunderts. Mit Ensemble &cetera. Marie Bournisien, Arpa doppia, Julian Behr, Chitarrone, Brigitte Gasser, Lirone, Viola da gamba soprano. Konzeption Ulrike Hofbauer Raumklang, 2014.[1]
- Johann Sebastian Bach: Am Abend aber desselbigen Sabbats. Kantate BWV 42. In: Bach Kantaten No. 5. BWV 42, 180 und 191. Solisten, Chor und Orchester der J. S. Bach-Stiftung, Leitung Rudolf Lutz. Gallus Media, 2012.
- Johann Sebastian Bach: Gelobet sei der Herr, mein Gott. Kantate BWV 129. In: Bach Kantaten No. 1. BWV 81, 129 und 182. Solisten, Chor und Orchester der J. S. Bach-Stiftung, Leitung Rudolf Lutz. Gallus Media, 2011.
- Giovanni Battista Bononcini, Antonio Maria Bononcini: Sono amante. Kantaten und Kammermusik. Ulrike Hofbauer, Ensemble La Ninfea. Thorofon, 2011.[2][3]
- Dieterich Buxtehude: Das jüngste Gericht. Monika Mauch und Ulrike Hofbauer (Sopran), Henning Voss (Altus), Hans Jörg Mammel (Tenor), Harry van der Kamp und Olaf Tetampel (Bass), Weser-Renaissance, Manfred Cordes. CPO, 2007.[4][5]
- Giacomo Carissimi: Historia Divitis. / Antonio Bertali: La strage de gl’innocenti. Neue Hofkapelle München, Christoph Hammer. ORF, 2010.[6]
- Fabellae sacrae. Geschichten und Heiligenlegenden in italienischen Motetten des 17. Jahrhunderts. Werke von Giacomo Carissimi, Sigismondo d’India, Tarquinio Merula, Giovanni Rovetta, Barbara Strozzi und anderen. Ensemble savādi (Ulrike Hofbauer und Kristīne Jaunalksne, Sopran, mit Marie Bournisien, Tripelharfe). Pan Classics, 2008.[7]
- Frottole. Höfische Lieder der italienischen Renaissance. Werke von Antoine Brumel, Loyset Compère, Jacob Obrecht, Bartolomeo Tromboncino und anderen. Ulrike Hofbauer, The Modena Consort. Pan Classics, 2011.[8][9][10]
- Joseph Haydn: Die wüste Insel. L’Orfeo Barockorchester, Michi Gaigg. Deutsche Harmonia Mundi, 2010.[11][12]
- Joseph Haydn: Philemon & Baucis oder Jupiters Reise auf die Erde. Manuel Warwitz (als Philemon), Nathalie-Marie Vincent (als Baucis), Ulrike Hofbauer (als Narcissa) und Bernhard Berchthold (als Aret). Salzburger Hofmusik, Wolfgang Brunner. Hänssler, 2009.[13][14]
- William Hayes: The Passions. La Cetra, Anthony Rooley. Glossa, 2010.[15][16][17][18][19]
- William Hayes: Six Cantatas (1748), Orpheus & Euridice (1735). Mit Evelyn Tubb und Mirjam Berli (Sopran), Daniel Cabena (Altus), David Munderloh und Paul Bentley (Tenor), The SCB Hayes Players, Anthony Rooley (Leitung). Glossa, 2013.[20]
- Orlando di Lasso: Prophetiae Sibyllarum. Weihnachts-Motetten. Nele Gramß und Ulrike Hofbauer (Sopran), Franz Vitzthum (Altus), Bernd O. Fröhlich und Jan van Elsacker (Tenor), Kees Jan De Koning (Bass), Weser-Renaissance, Manfred Cordes. CPO, 2009.[21]
- Leopold I.: Paradisi Gloria. Stabat Mater, W 47; Motetto de Septem Doloribus Beate Mariae Virginis, W 40; Missa pro defunctis, W 11, Tres Lectiones I. Nocturni pro Defunctis Piae Claudiae Felici lugens maestusque Leopoldus posuit et musicis legibus distinxit, W 33. Ulrike Hofbauer, Monika Mauch (Sopran), Alex Potter (Altus), Hans Jörg Mammel (Tenor), Lisandro Abadie (Bass), Cappella Murensis, Les Cornets Noirs, Johannes Strobl (Leitung). Aufgenommen in der Klosterkirche Muri. Audite, 2016.
- Virgilio Mazzocchi: Vespro della beata Vergine. Cantus Cölln, Konrad Junghänel. Harmonia Mundi, 2009 (Preis der deutschen Schallplattenkritik 2/2009).[22][23]
- Wolfgang Amadeus Mozart: La Betulia liberata. KV 118 (74c). Ulrike Hofbauer als Cabri. Mit Margot Oitzinger, Christian Zenker, Markus Volpert, Marelize Gerber, Barbara Kraus. L’Orfeo Barockorchester, Ltg. Michi Gaigg. 2 SACD. Challenge Classics, 2013.[24]
- Heinrich Schütz: Kleine geistliche Konzerte. Vol. 1. Mit Dorothee Mields (Sopran), David Erler, Alexander Schneider (Altus), Georg Poplutz, Tobias Mäthger (Tenor), Andreas Wolf, Cornelius Uhle, Felix Schwandtke (Bass), Stefan Maass (Theorbe), Matthias Müller (Viola da gamba/Violone), Ludger Rémy (Orgel und Leitung). Carus, 2013 (= Vol. 7 der Schütz-Gesamteinspielung).[25]
- Heinrich Schütz: Lukas-Passion und Die Sieben Worte (Solo in SWV 447 und SWV 478). Mit Stefan Kunath (Alt), Jan Kobow, Tobias Mäthger (Tenor), Felix Schwandtke (Bass), The Sirius Viols, Dresdner Kammerchor, Hans-Christoph Rademann u. a. Carus, 2013 (= Vol. 6 der Schütz-Gesamteinspielung).[26][27][28]
- Heinrich Schütz: Symphonie Sacrae III. Ulrike Hofbauer, Dorothee Mields, Isabel Jantschek, Maria Stosiek (Sopran), Stefan Kunath, David Erler (Altus), Tobias Mäthger, Georg Poplutz (Tenor), Martin Schicketanz (Bariton), Felix Schwandtke (Bass), Dresdner Kammerchor, Dresdner Barockorchester, Hans-Christoph Rademann. Carus 2015 (= Vol. 12 der Schütz-Gesamteinspielung).[29]
- Schweizer Lautenmusik der Renaissance. Lautenmusik aus Schweizer Handschriften des 16. Jahrhunderts. Ulrike Hofbauer (Sopran), Christoph Greuter und Julian Behr (Lauten). Reihe Musikszene Schweiz. MGB.[30][31]
- Jan Pieterszoon Sweelinck: Eerste Boek der Psalmen Davids (1604) / Twede Boek der Psalmen Davids (1613) / Derde Boek der Psalmen Davids (1614) / Vierde Boek der Psalmen Davids (1621). Gesualdo-Consort, Harry van der Kamp. Je 3 CDs mit Buch. Glossa, 2010 (= Het Sweelinck Monument, Deel II; Sämtliche Psalmen).[32][33][34]
- Georg Philipp Telemann: Kapitänsmusik, 1744. Dorothee Mields, Monika Mauch, Ulrike Hofbauer (Sopran), Immo Schröder (Tenor), Dominik Wörner (Bass), Weser-Renaissance, Manfred Cordes. CPO, 2009.[35][36]
- Georg Philipp Telemann: Orpheus (Rolle der Eurydice). L’Orfeo Barockorchester, Michi Gaigg. Deutsche Harmonia Mundi, 2011.[37][38]
- Tous les regrets. Musik vom Hofe der Margarete von Österreich. Werke von Heinrich Isaac, Johannes Ockeghem, Josquin des Prez und anderen. The Modena Consort. Cornetto, 2007.[39]
- Vox dilecti mei. Liebeslieder der Renaissance (von Orlando di Lasso, Josquin Desprez, Ludwig Senfl u. a.) / Wingert in der Frühe (Hans-Jürg Meier). Ulrike Hofbauer, Keren Matseri, The Modena Consort. Pan Classics, 2013.

## Dyskografia DVD
- Johann Sebastian Bach: Am Abend aber desselbigen Sabbats. Kantate BWV 42. Ulrike Hofbauer (Sopran), Irène Friedli (Alt), Bernhard Berchtold (Tenor), Markus Volpert (Bass), Orchester der J. S. Bach-Stiftung mit Norbert Zeilberger (Orgel), Rudolf Lutz (Leitung und Cembalo). Samt Einführungsworkshop sowie Reflexion von Barbara Bleisch (Philosophin). Gallus Media, 2009.
- Johann Sebastian Bach: Gelobet sei der Herr, mein Gott. Kantate BWV 129. Ulrike Hofbauer (Sopran), Claude Eichenberger (Alt), Klaus Häger (Bass), Chor und Orchester der J. S. Bach-Stiftung, Rudolf Lutz (Leitung). Samt Einführungsworkshop sowie Reflexion von Felizitas Gräfin von Schönborn (Theologin und Publizistin). Gallus Media, 2008.
- Johann Sebastian Bach: „Wir müssen durch viel Trübsal“. Kantate BWV 146. Ulrike Hofbauer (Sopran), Markus Forster (Altus), Hans Jörg Mammel (Tenor), Wolf Matthias Friedrich (Bass), Chor und Orchester der J. S. Bach-Stiftung mit Norbert Zeilberger (Orgel), Rudolf Lutz. Samt Einführungsworkshop sowie Reflexion von Miriam Meckel. Gallus Media, 2013.
- Johann Sebastian Bach: Erwünschtes Freudenlicht. Kantate BWV 184. Ulrike Hofbauer (Sopran), Margot Oitzinger (Alt), Daniel Johannsen (Tenor), Fabrice Hayoz (Bass), Orchester der J. S. Bach-Stiftung, Rudolf Lutz (Leitung und Orgel). Samt Einführungsworkshop sowie Reflexion von Alois Maria Haas. Gallus Media, 2010.
- Bach im Fluss. Thematische Collage mit Ausschnitten aus Kantaten und Instrumentalwerken von J. S. Bach. Ulrike Hofbauer (Sopran), Alex Potter (Alt), Makoto Sakurada (Tenor), Wolf Matthias Friedrich (Bass), Chor und Orchester der J. S. Bach-Stiftung mit Norbert Zeilberger (Orgel), Rudolf Lutz (Leitung und Cembalo). Gallus Media, 2011.